# قویدان
قویدان (به لاتین: Qoydan) یک منطقه مسکونی در جمهوری آذربایجان است که در شهرستان اسماعیل‌لی واقع شده‌است. قویدان ۷۰ نفر جمعیت دارد.

## هوا
آب و هوای قویدان، و به‌طور کلی مانند بسیاری از مناطق جمهوری آذربایجان از تابستان‌های گرم تا زمستان‌های معتدل متغیر است. در ماه‌های تابستان به‌طور میانگین نزدیک و در حدود ۳۰ درجه سانتیگراد (۸۶ درجه فارنهایت) است، اما در ماه‌های زمستان به‌طور میانگین ۰ درجه سانتی گراد (۳۲ درجه فارنهایت) است.